# Les aventures de Pinotxo (pel·lícula)
Les aventures de Pinotxo (títol original en anglès: The Adventures of Pinocchio) és una pel·lícula estatunidenca dirigida per Steve Barron, estrenada l'any 1996. Es tracta d'una adaptació del conte Les aventures de Pinotxo de Carlo Collodi. Ha estat doblada al català. La continuació, The New Adventures of Pinocchio, va ser dirigida per Michael Anderson i va sortir l'any 1999.

## Argument
Geppetto és un escultor en fusta. Un dia descobreix un tronc que no crema a la xemeneia, i decideix de crear una nova marioneta, que anomenarà Pinocchio. La marioneta és misteriosament animada per màgia, i s'escapoleix. Geppetto el troba ràpidament, i l'ensenya a comportar-se bé. Més tard, a Pinocchio se li acosten dos lladres, Volpe i Felinet, que intenten portar-lo en un vaixell amb la finalitat de cometre un robatori, però és dissuadit per Geppetto. Els dos lladres van a casa de Lorenzini, un ric marionetista, que està informat de la marioneta. Lorenzini va a casa de Geppetto, amb la finalitat de proposar-li vendre Pinocchio, però Geppetto ho rebutja.

## Repartiment[calcitació]
- Martin Landau: Geppetto
- Jonathan Taylor Thomas: Pinotxo
- Geneviève Bujold: Leona
- Udo Kier: Lorenzini
- Rob Schneider: Volpe
- Bebe Neuwirth: Felinet
- Vladimir Koval: Luigi
- Corey Carrier: Lumignon
- Marcello Magni: el pastisser
- Dawn Francès: la dona del pastisser
- Griff Rhys Jones: Tino
- John Sessions: el professor
- Jean-Claude Drouot: el jutge
- Jean-Claude Dreyfus: el guia
- Teco Celio i Wilfred Benaïche: els tinents de Lorenz
- David Doyle: Pépé (veu)